# Cabreraia tagananana
Cabreraia tagananana är en nattsländeart som beskrevs av Günther Enderlein 1929. 
Cabreraia tagananana ingår i släktet Cabreraia och familjen stengömmenattsländor. Inga underarter finns listade i Catalogue of Life.